# Молочная железа
Молочные железы (грудные железы у млекопитающих, лат. mamma, др.-греч. μαστός [mastos]) — парные железы внешней секреции, находящиеся в составе репродуктивной системы млекопитающих и отвечающие за выработку молока — питательной жидкости для вскармливания потомства (лактацию). Они располагаются на передней (вентральной) поверхности тела млекопитающих. У человека они находятся на передней поверхности грудной клетки.
У самцов млекопитающих они обычно находятся в неразвитом, рудиментарном состоянии, а у самок развиваются в процессе полового созревания (маммоплазия) и приобретают способность к функционированию с наступлением половой зрелости вместе с другими органами женской репродуктивной системы. Начало выработки молока железами регулируется гормонами желёз внутренней секреции, связанными с окончанием беременности и рождением потомства.
У представительниц женского пола вида человек разумный молочные железы в процессе полового созревания обычно значительно увеличиваются в размерах, и это наряду с другими отличиями строения тела визуально отличает их от мужчин.
Молочные железы являются отличительной чертой представителей класса млекопитающих, и само название млекопитающих показывает, что только эти представители позвоночных животных (в отличие от птиц или рыб, а также беспозвоночных) имеют такие железы и вскармливают своё потомство их секретом.
Молочные железы — это видоизменённые потовые железы, и у первозверей молочные железы по своему строению почти не отличаются от потовых. У человека молочные железы есть как у самок, так и у самцов. По своей структуре они идентичны, различаются лишь степенью развития. До начала полового созревания грудь девочек и мальчиков ничем не отличается. При некоторых расстройствах эндокринной системы у половозрелых мужчин может наблюдаться увеличение груди (гинекомастия) и происходит секреция молока. Молочная железа новорождённых также в состоянии вырабатывать секрет (так называемое молоко новорожденных, лат. lac neonatorum), но это не является физиологической нормой.
Далее в основном описываются грудные железы женщины, являющиеся женским вторичным половым признаком.

## Анатомия

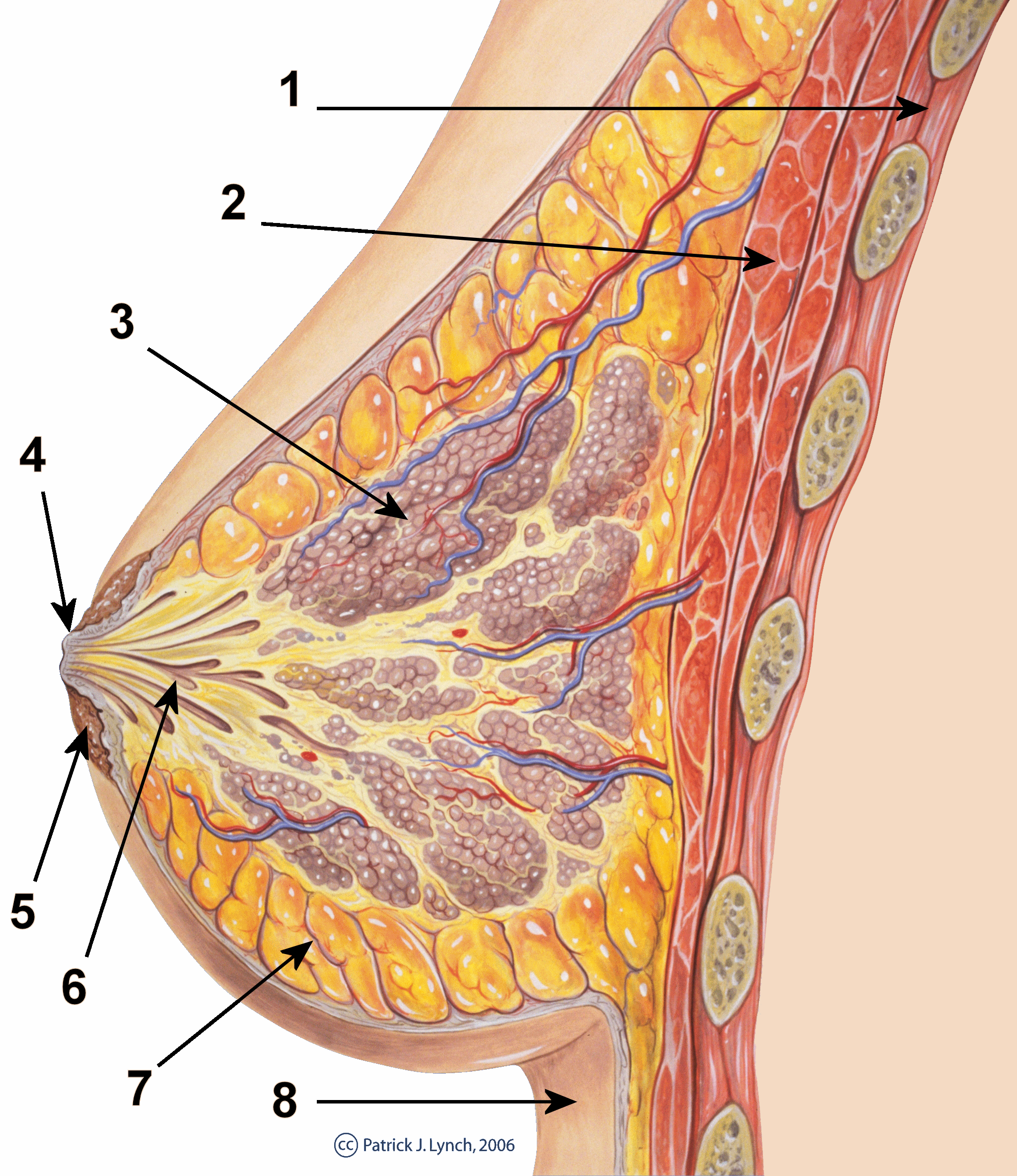
1 — рёбра и межрёберные мышцы; 2 — большая и малая грудные, передняя зубчатая мышцы; 3 — доля; 4 — грудной сосок; 5 — ареола; 6 — молочный проток; 7 — жировая ткань; 8 — кожа

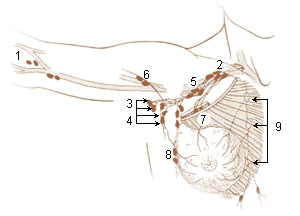
Лимфоотток молочной железы

Молочная железа — парный орган, относящийся к типу апокринных желёз кожи.
У половозрелой женщины молочные железы образуют два симметричных полушаровидных возвышения, прилегающих к передней грудной стенке в области между третьим и шестым или седьмым ребром. Большей частью своего основания каждая железа прикреплена к большой грудной мышце (m. pectoralis major) и частично к передней зубчатой мышце (m. serratus anterior). С наружной стороны между молочными железами имеется углубление, называемое пазухой (sinus mammarum).
Немного ниже середины каждой груди, примерно на уровне четвёртого межрёберного промежутка или пятого ребра, на поверхности имеется небольшой выступ — грудной сосок (papilla mammae). Как правило, у нерожавших женщин сосок имеет конусообразную форму, у рожавших — цилиндрическую. Он окружён так называемой ареолой диаметром 3—5 сантиметров. Пигментация кожи соска и ареолы отличается от остальной кожи — она заметно более тёмная. У нерожавших женщин — розоватая или тёмно-красная, у рожавших — буроватая. Во время беременности интенсивность пигментации усиливается. При половом возбуждении, а также в фазе овуляции наблюдается повышение эректильности соска и его чувствительности. Эрекция соска обусловлена сокращением мышечных волокон, находящихся внутри него, и в отличие от эрекции клитора не связана с кровообращением. В околососковом кружке имеется некоторое количество небольших рудиментарных молочных желёз, так называемых желёз Монтгомери (glandulae Montgomerii), образующих вокруг соска небольшие возвышения. Кожа соска покрыта мелкими морщинами. У верхушки соска находятся небольшие отверстия — млечные поры (pori lactiferi), которые представляют собой окончания молочных протоков (ducti lactiferi), идущих от верхушек молочных долей (lobi mammae). Диаметр молочных протоков от 1,7 до 2,3 мм. Некоторые молочные протоки сливаются между собой, поэтому количество молочных отверстий всегда меньше количества протоков (обычно их бывает от 8 до 15).

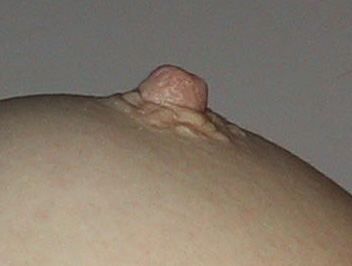
Грудной сосок

Собственно молочная железа (glandula mammaria), составляющая основу женской груди и называемая также телом молочной железы (corpus mammae), представляет собой плотное тело в форме выпуклого диска. Это тело окружено слоем жира (capsula adiposa mammae). Тело молочной железы состоит из 15—20 отдельных конусообразных долей, расположенных радиально вокруг грудного соска, обращённых верхушкой к нему и разделённых между собой прослойками соединительной ткани. Каждая доля, в свою очередь, состоит из более крупных и более мелких долек (lobuli mammae). Каждая долька состоит из альвеол диаметром 0,05—0,07 мм, развивающихся при лактации. Молочная железа заключена в соединительнотканную капсулу, прикрепляется связками, поддерживающими молочную железу (Куперовы связки), образующими также междольковые перегородки. Между поверхностной грудной фасцией и капсулой молочной железы расположено ретромаммарное пространство, имеющее значение у женщин в развитиях ретромаммарного абсцесса, ретромаммарной липомы и для введения имплантата молочной железы. Снизу женская грудь образует подгрудную складку кожи.
Кровоснабжение молочных желёз осуществляется в основном внутренней грудной (a. thoracica interna) и боковой грудной (a. thoracica lateralis) артериями.

### Размер и форма женской груди
Размер и форма груди индивидуальны. Индивидуальные различия в величине женской груди обусловлены толщиной подкожного жирового слоя. Форма груди (стоячая или отвислая) зависит от прочности и упругости капсулы из соединительной ткани, в которую заключена молочная железа. Таким образом, ни размер, ни форма груди не влияют на способность женщины к грудному вскармливанию. Однако во многих обществах женская грудь сексуализирована и к её размерам и форме имеются культурные ожидания. Размер груди обычно выражается в терминах, применяемых к обозначению размера бюстгальтеров. Среднестатистический размер груди колеблется в районе 80 см в обхвате. Обычно левая грудь немного больше правой.

### Молочная железа у мужчин
Мужская молочная железа (лат. mamma virilis) имеет принципиально то же строение, что и женская, но при нормальном гормональном балансе организма не развивается. Грудной сосок (papilla mammae) и околососковый кружок (areola) значительно меньше, чем у женщин. Сосок выступает над поверхностью груди всего на 2—5 мм. Положение сосков относительно вертикали может отличаться. Обычно сосок располагается на высоте пятого ребра, реже — на уровне четвёртого или пятого межреберья. У взрослого мужчины тело железы достигает примерно 1,5 см в ширину и 0,5 см в толщину. Дольки и протоки почти не развиты. При нарушениях гормонального баланса может наблюдаться увеличение груди (гинекомастия). Иногда бывают случаи полителии.

## Физиология молочных желёз

### Изменения в период беременности и грудного вскармливания

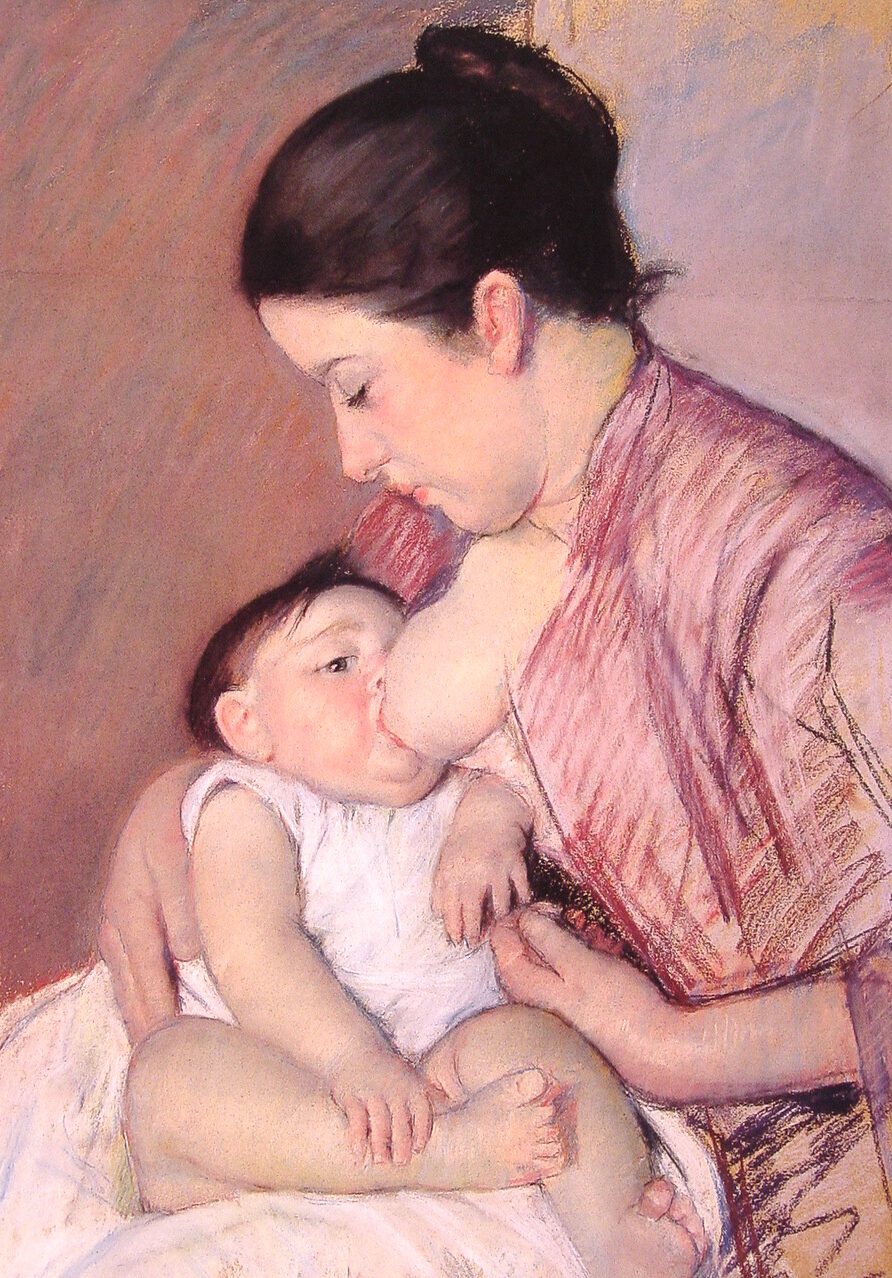
«Женщина, кормящая грудью», Мэри Кассат)

Во время менструального цикла молочная железа подвержена циклическим изменениям, однако наибольшие изменения происходят в период беременности. Молочная железа обычно имеет размер в поперечнике в среднем 10—12 см, в толщину 2—3 см. Вес железы у молодых нерожавших женщин колеблется в пределах 150—200 г. Уже на втором месяце беременности наблюдаются видимые изменения. Околососковый кружок увеличивается и становится темнее. Происходят изменения и внутри самой железы, вплоть до момента родов железа постепенно увеличивается в размерах и внутренне перестраивается. В период кормления вес молочной железы увеличивается до 300—900 г. Во время беременности железа постепенно начинает выделять так называемое молозиво (лат. colostrum gravidarum), которое постепенно с развитием беременности изменяет свои свойства и становится всё более похожим на молоко. В первые дни после родов выделяется так называемое переходное молоко (colostrum puerperarum), которое, как правило, гуще и желтее обычного грудного молока. Нормальное зрелое женское молоко (lac femininum) — это чисто белая или голубовато-белая жидкость без запаха со слабым сладковатым вкусом и жирностью около 4 %; также содержит соли и микроэлементы, необходимые для здорового роста новорожденного. По окончании периода вскармливания железа вновь уменьшается, но обычно не достигает первоначального (до беременности) размера.

## Онтогенезмолочных желёз

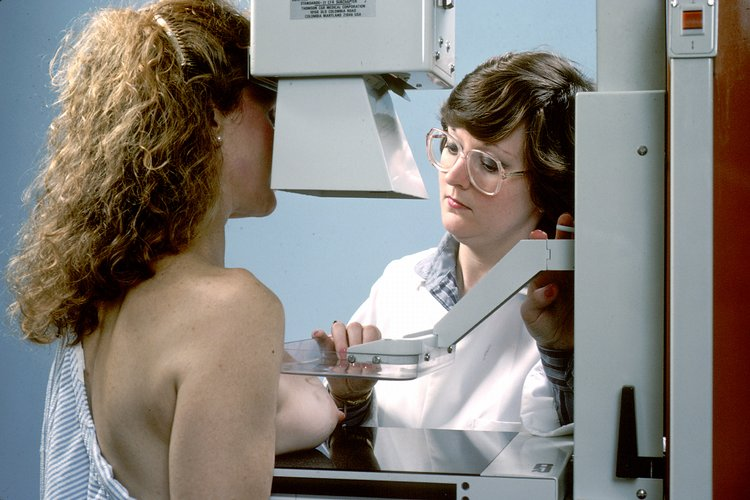
Маммография

Рост груди начинается в период полового созревания и активно идёт с 10 лет до 19,5 лет. Молочные железы также увеличиваются во время беременности и лактации и в начале менструального цикла.

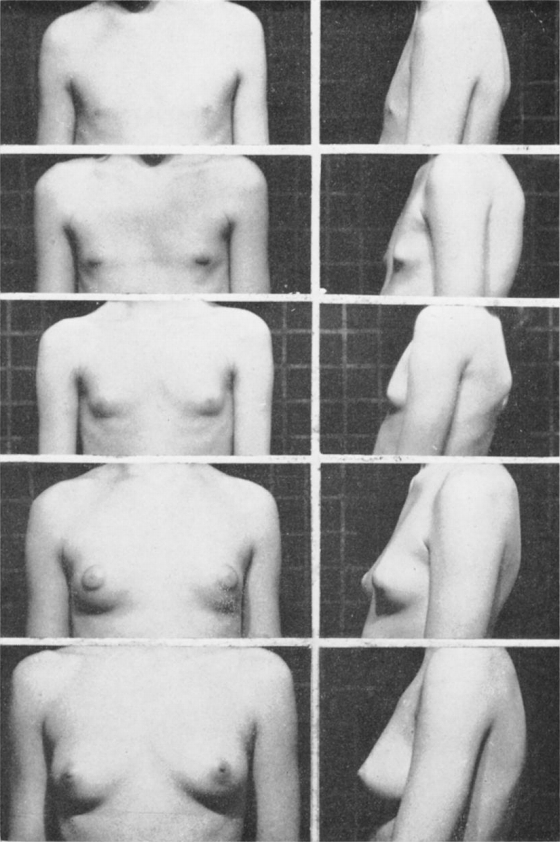
Развитие одного из вторичных женских половых признаков
Стадии постнатального развития женских молочных желёз
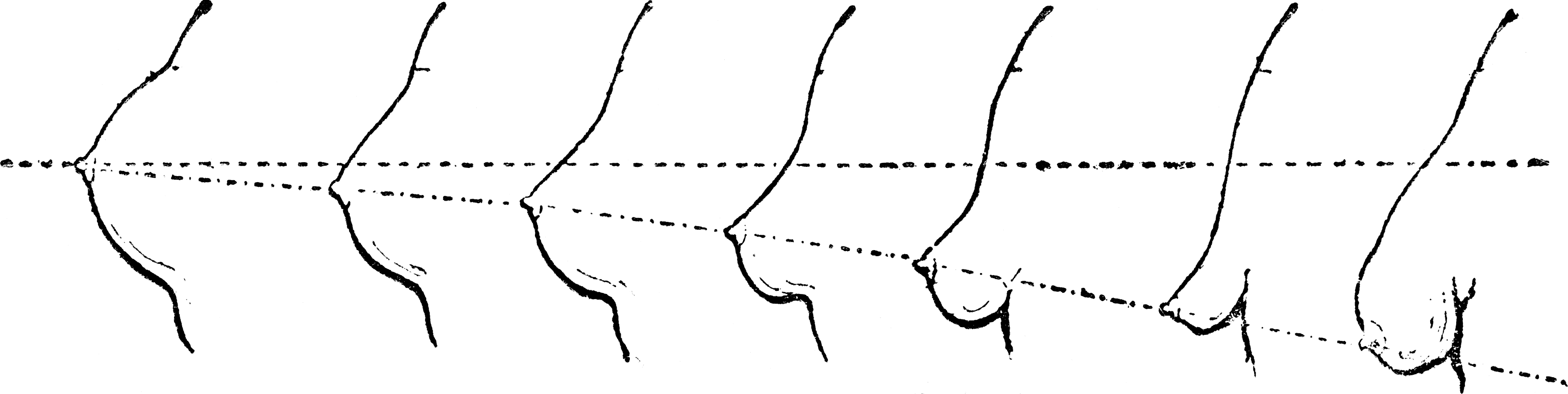
Стадии возрастной инволюции женских молочных желёз

## Искусственное изменение размера и формы
Современные технологии позволяют менять размер и форму методами пластической хирургии.

## Некоторые аномалии развития и патологии

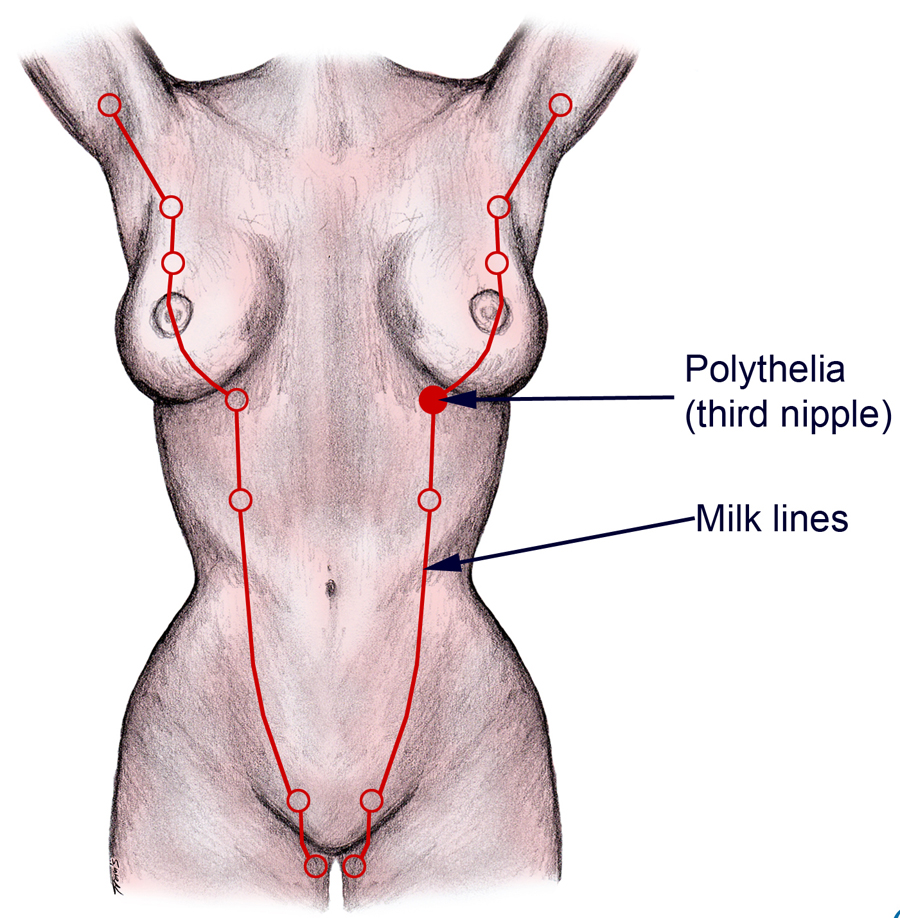
Сосковая линия

- Амастия — врождённое отсутствие молочных желёз, односторонняя или двусторонняя, наблюдается крайне редко.
- Анизомастия[англ.] — в отличие от физиологической асимметрии, выраженная асимметрия грудей, может быть компенсаторной, к примеру при аплазии одной груди.
- Ателия[англ.] — врождённое отсутствие сосков молочных желёз.
- Амазия[англ.] — врождённое или приобретённое отсутствие самой молочной железы при наличии соска и ареолы.
- Макромастия[англ.] — чрезмерное (до 30 кг) избыточное увеличение молочной железы у женщин, обычно двустороннее.
- Преждевременное телархе[англ.] — преждевременное изолированное развитие молочных желёз у девочек в раннем возрасте.
- Гинекомастия — увеличение молочной железы у мужчин, обычно двустороннее.
- Гипертелия — односторонняя или двусторонняя гипертрофия сосков молочных желёз.
- Микромастия[англ.] — недоразвитие молочной железы у женщин, обычно двустороннее.
  - Тубулярная деформация груди[англ.] — врождённая, может быть односторонней или двусторонней, как у женщин, так и у мужчин.
- Полимастия — добавочные молочные железы, может быть односторонней, реже двусторонней. Чаще всего встречаются в подмышечных впадинах.
- Полителия — наличие добавочных сосков располагаемых по сосковой линии.
- Плоские или втянутые соски[англ.], наличие которых может вызывать трудности при кормлении грудью.
- Мастопатия
- Мастоптоз
- Мастит
- Трещины сосков
- Галакторея
- Галактоцеле[англ.]
- Закупорка молочного протока[англ.]
- Масталгия[англ.] — болезненные ощущения в молочных железах.
- Жировой некроз молочной железы[англ.]
- Рак молочной железы
- Атрофия молочной железы[англ.]
- Уплотнения и узелки в молочных железах[англ.]
- Атипичная гиперплазия молочной железы (ПАСГ)[англ.]
- Киста молочной железы[англ.]
- Тромбофлебит Мондора[англ.]

## Филогенезмолочных желёз

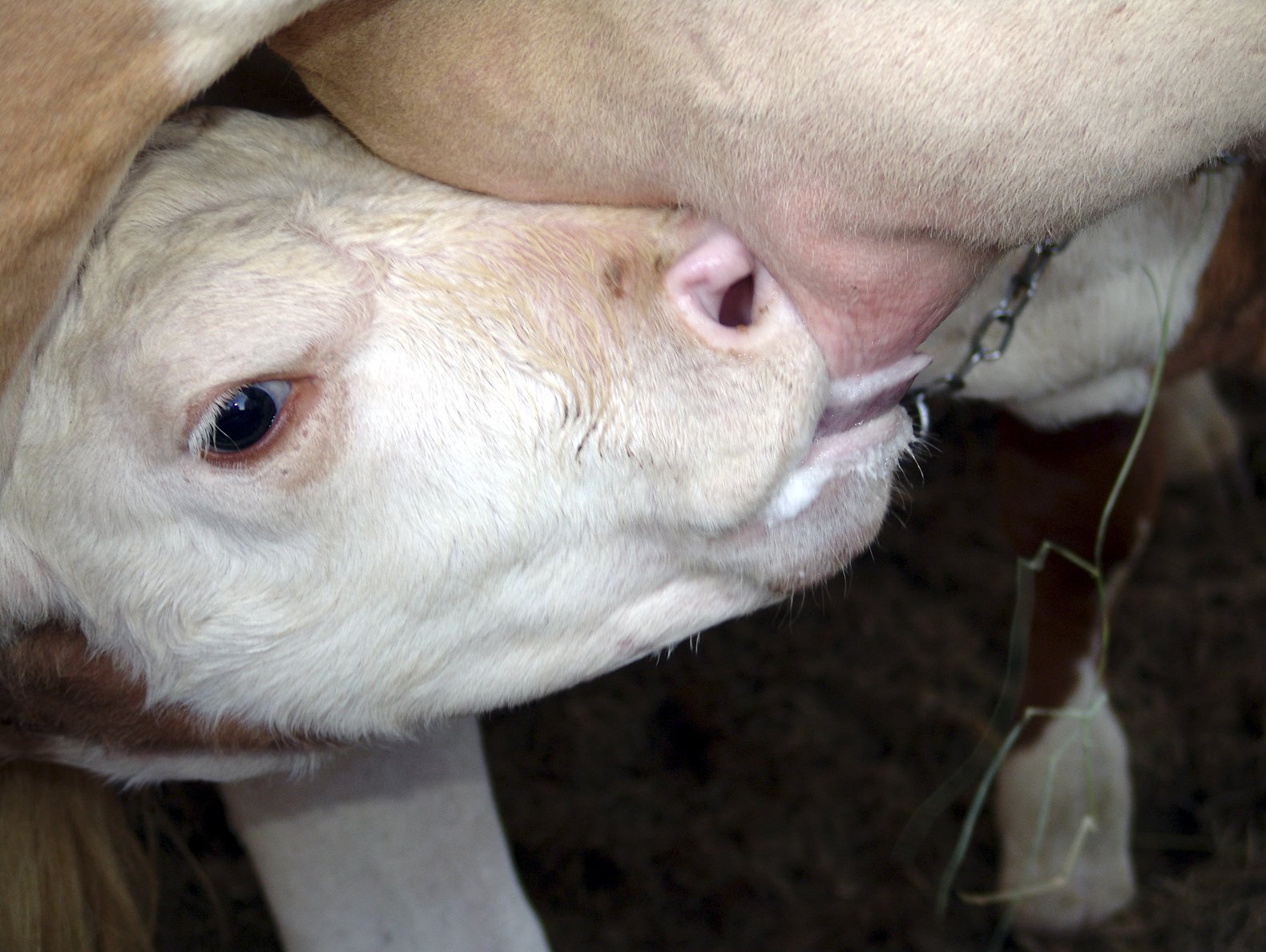
Вымя у коровы
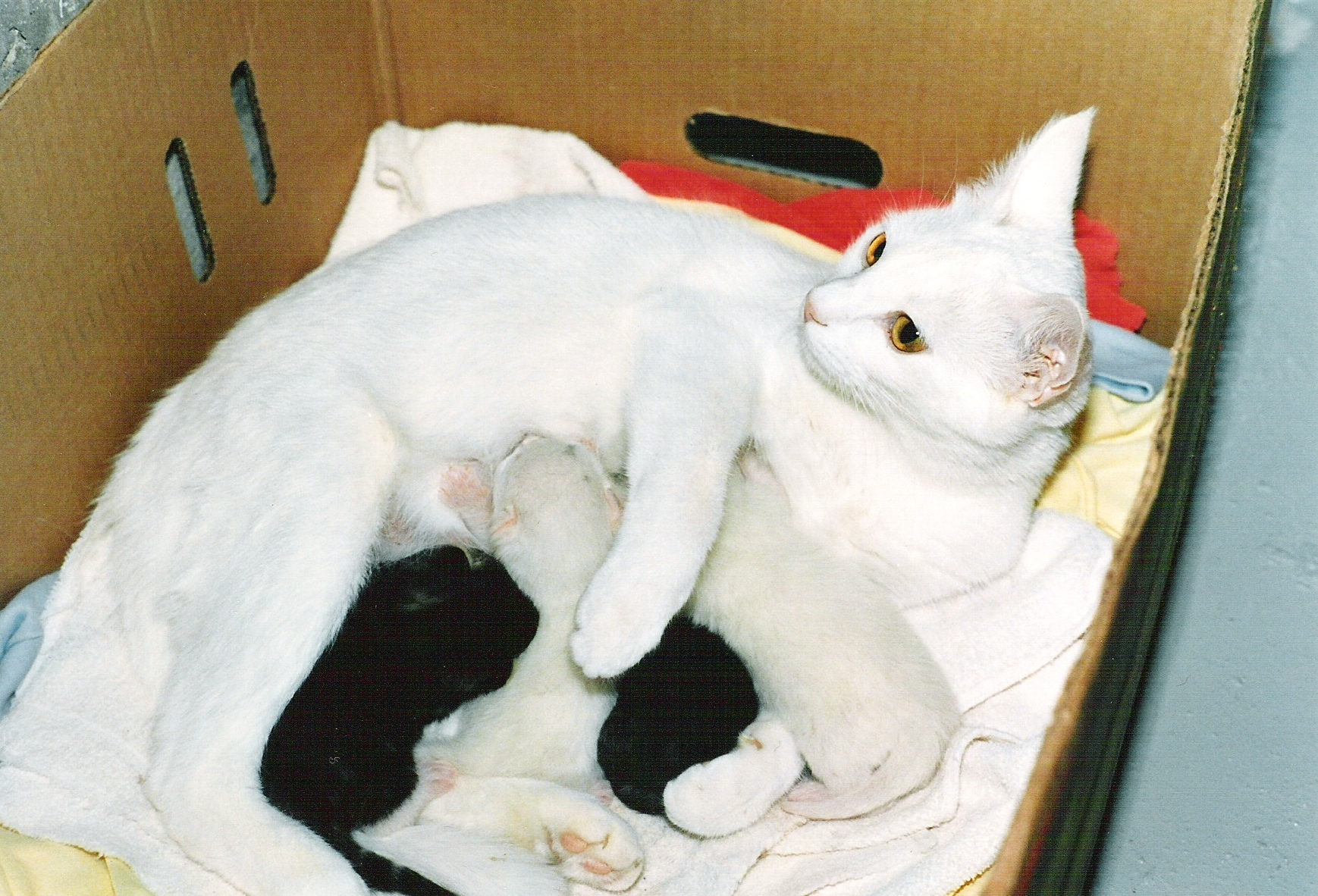
Кошка
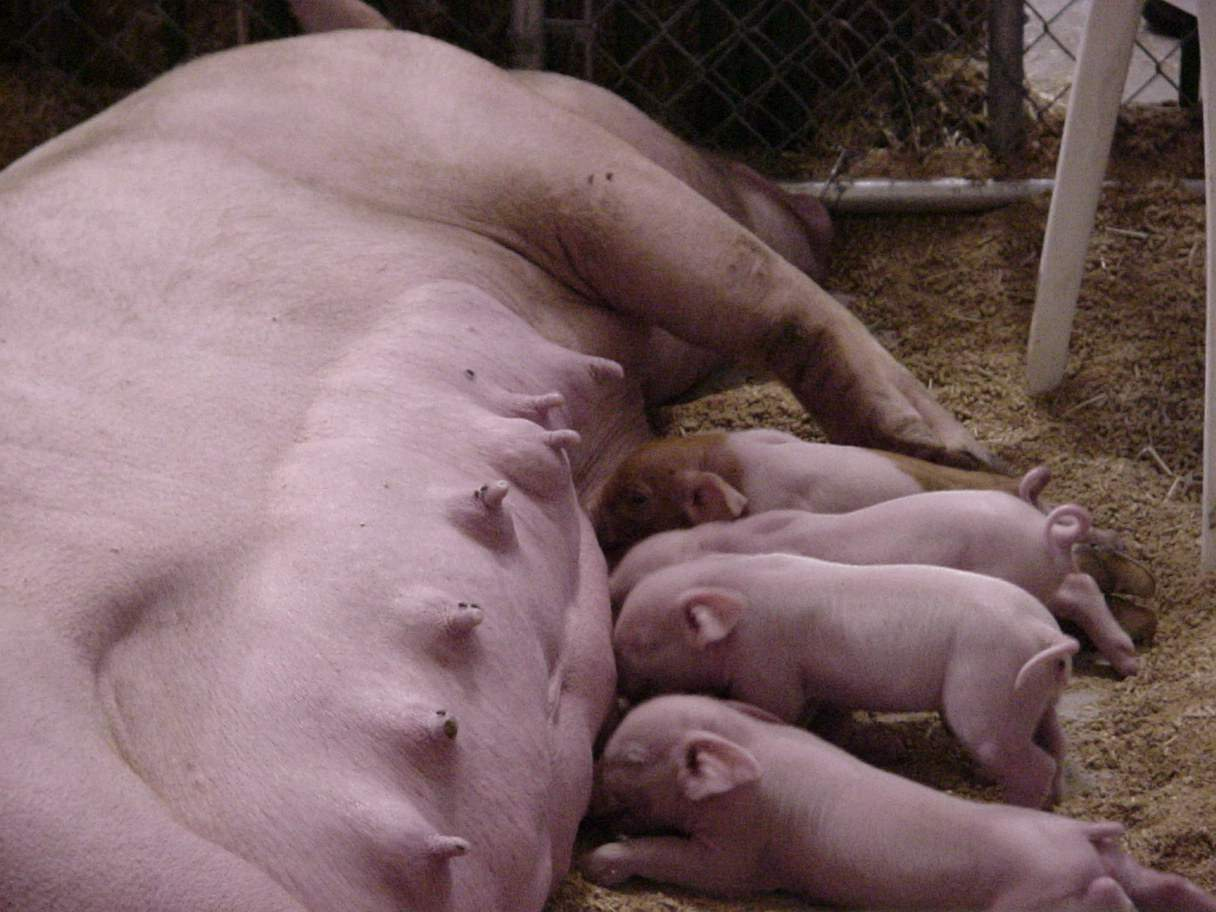
Свиноматка
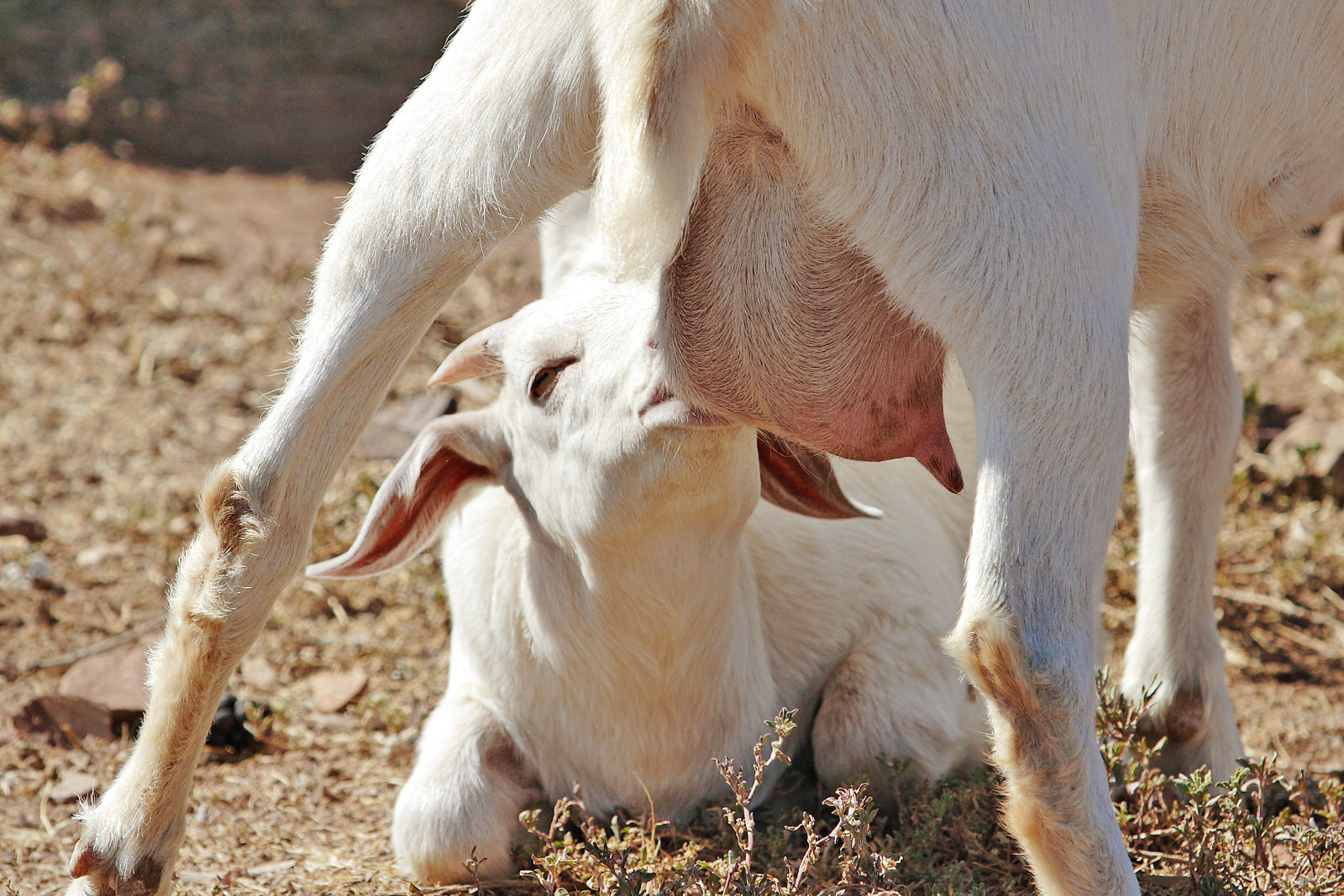
Коза
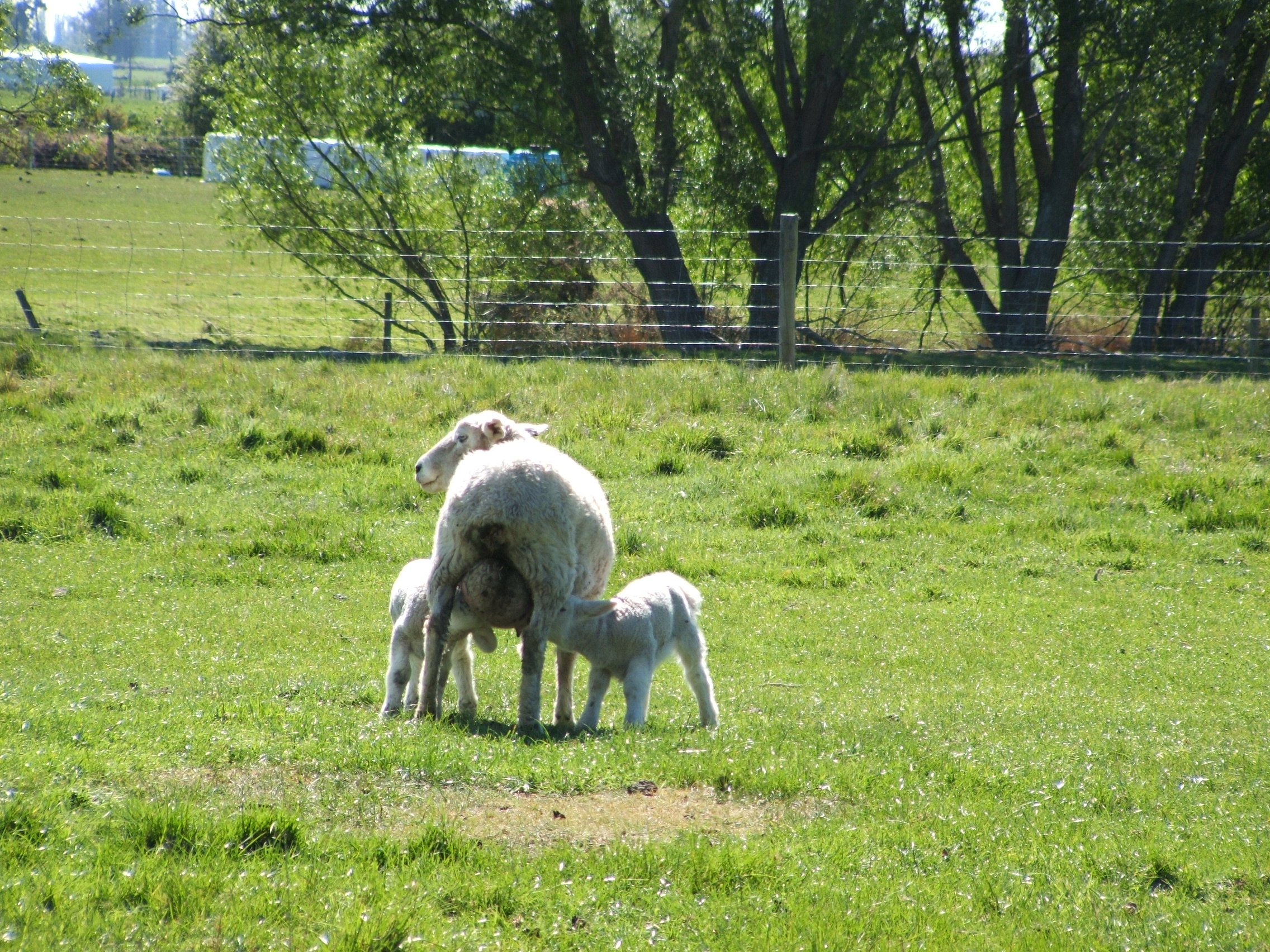
Овца
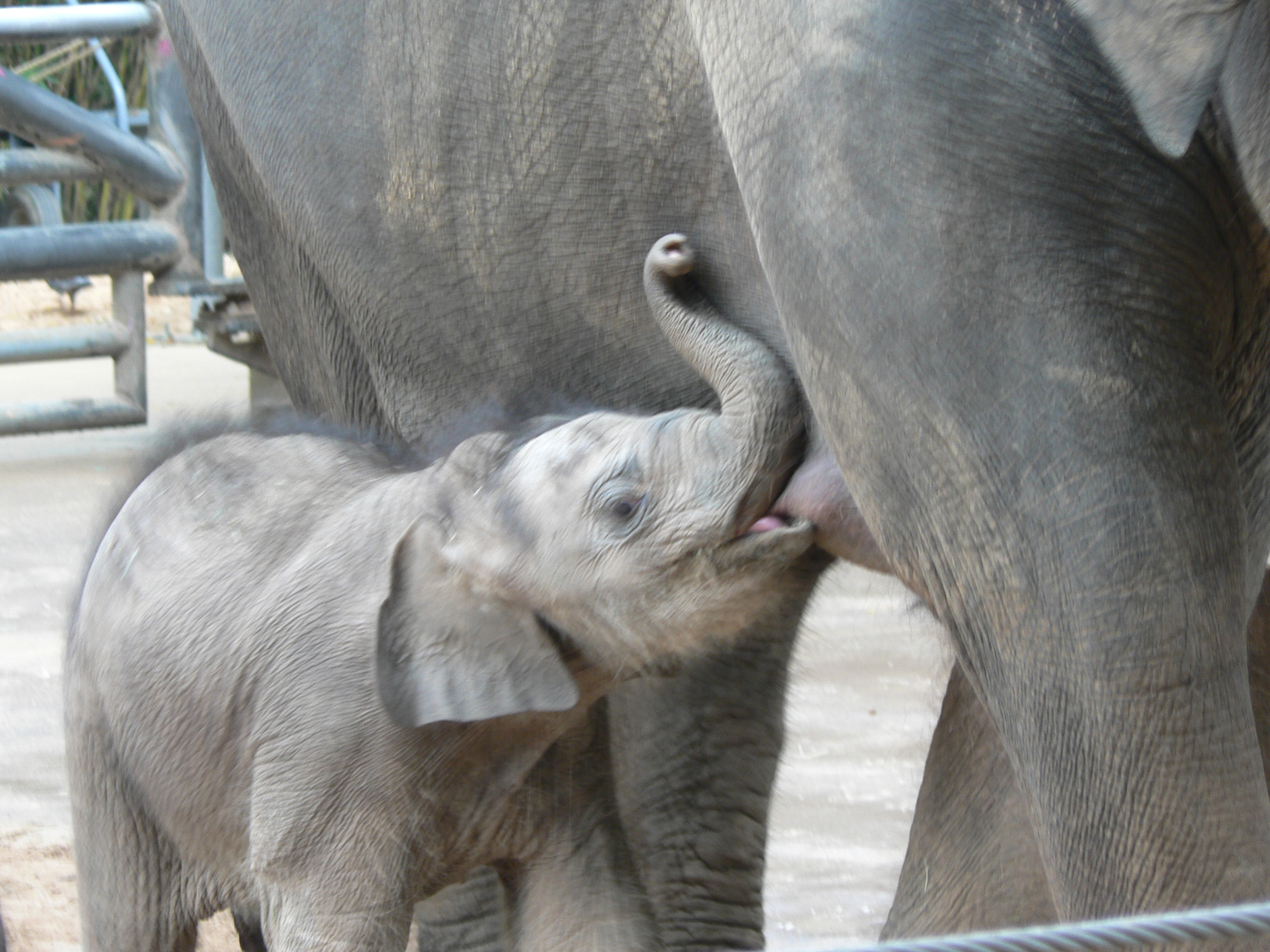
Слониха
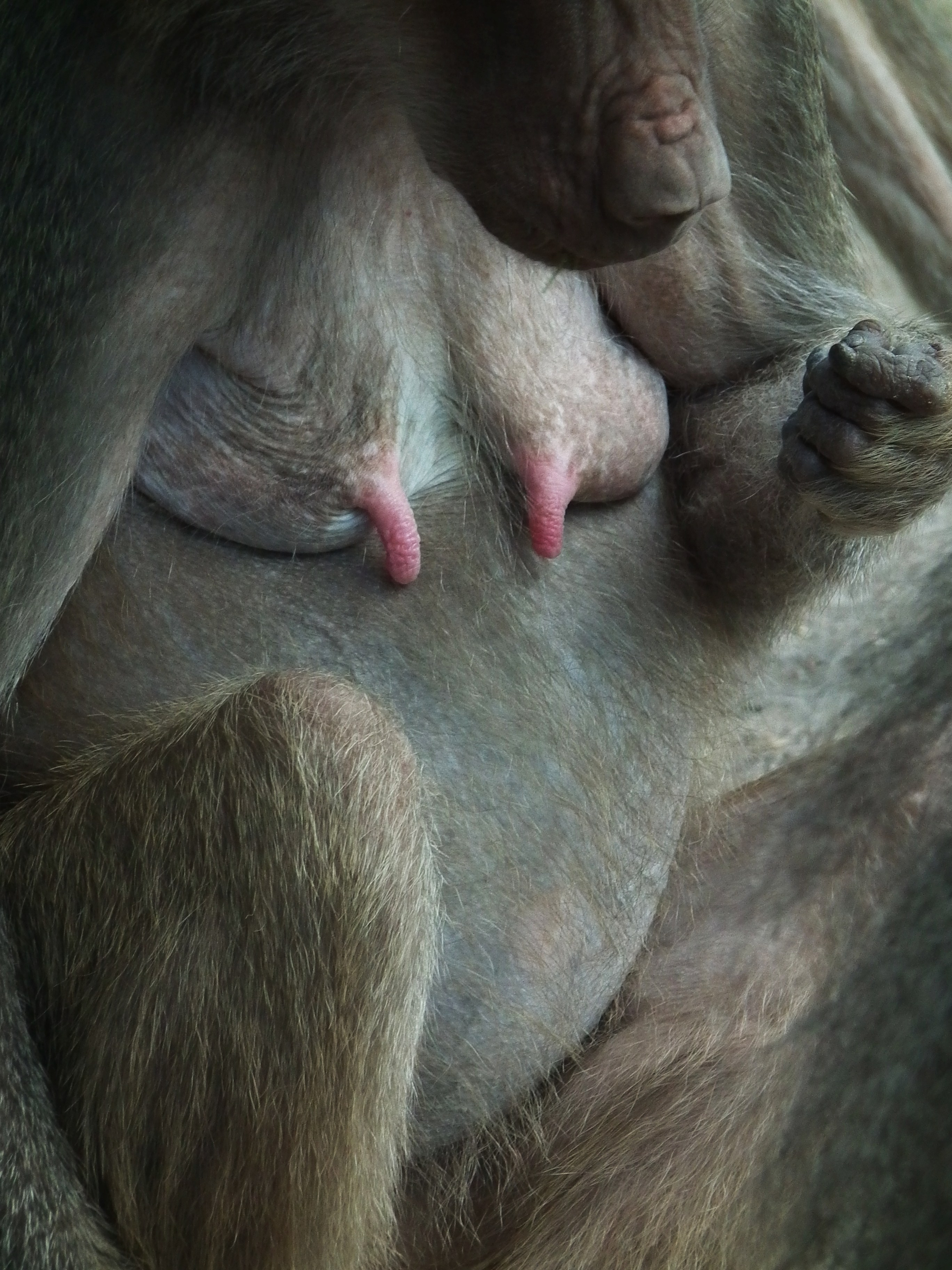
Самка бабуина
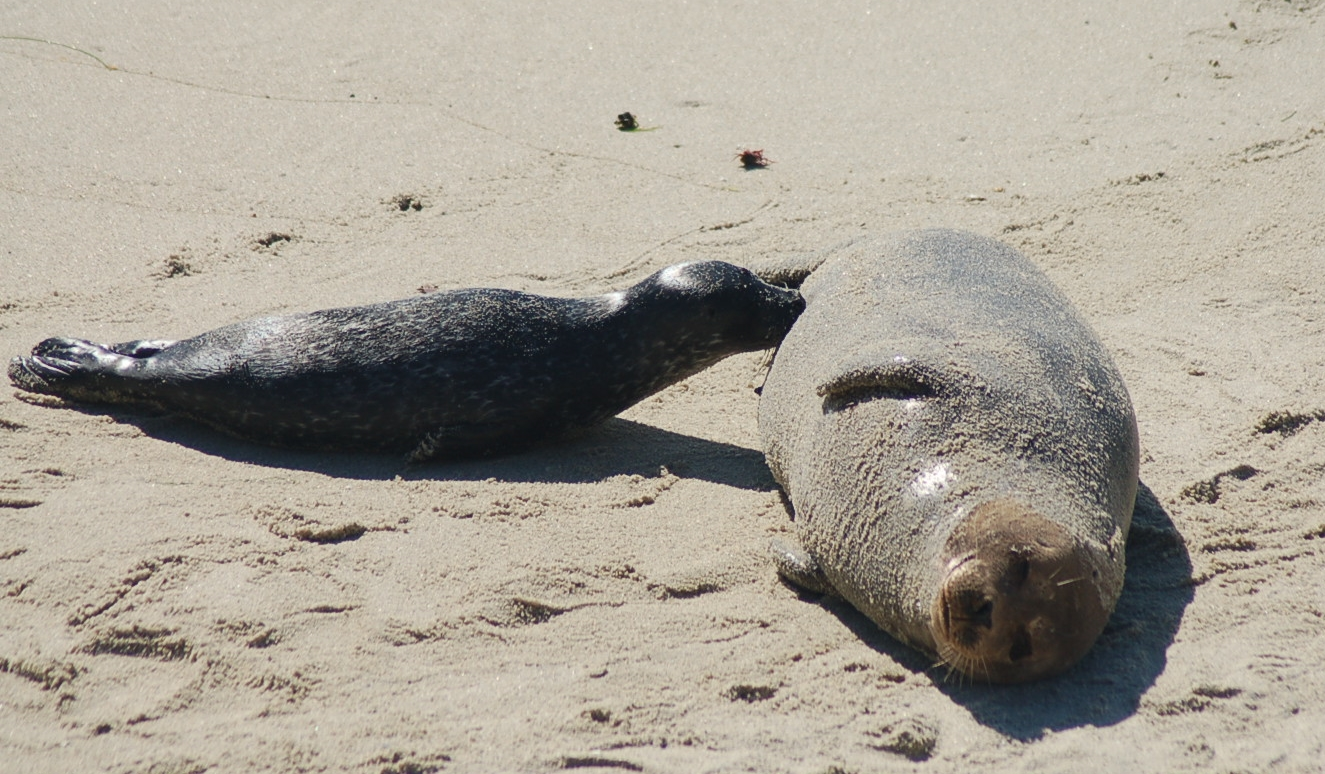
Калифорнийская морская львица
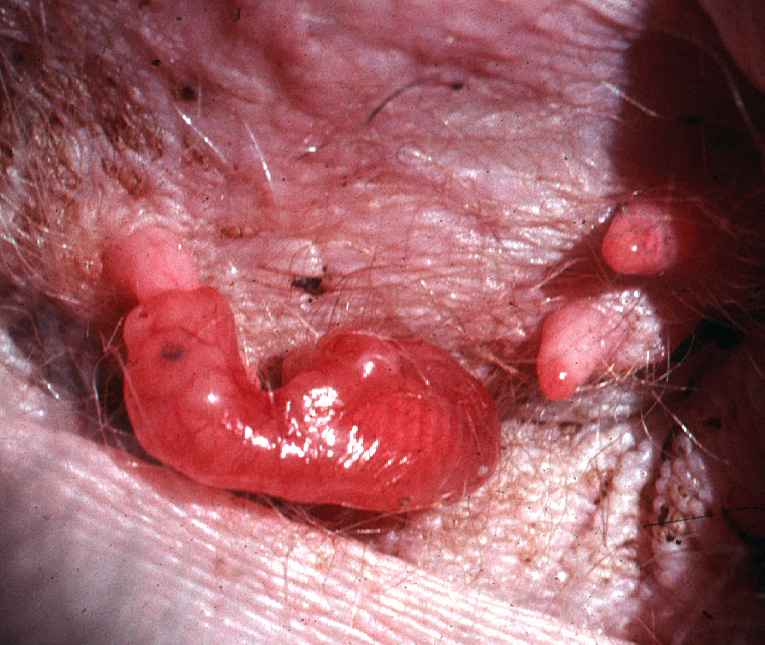
Сумка кенгуру
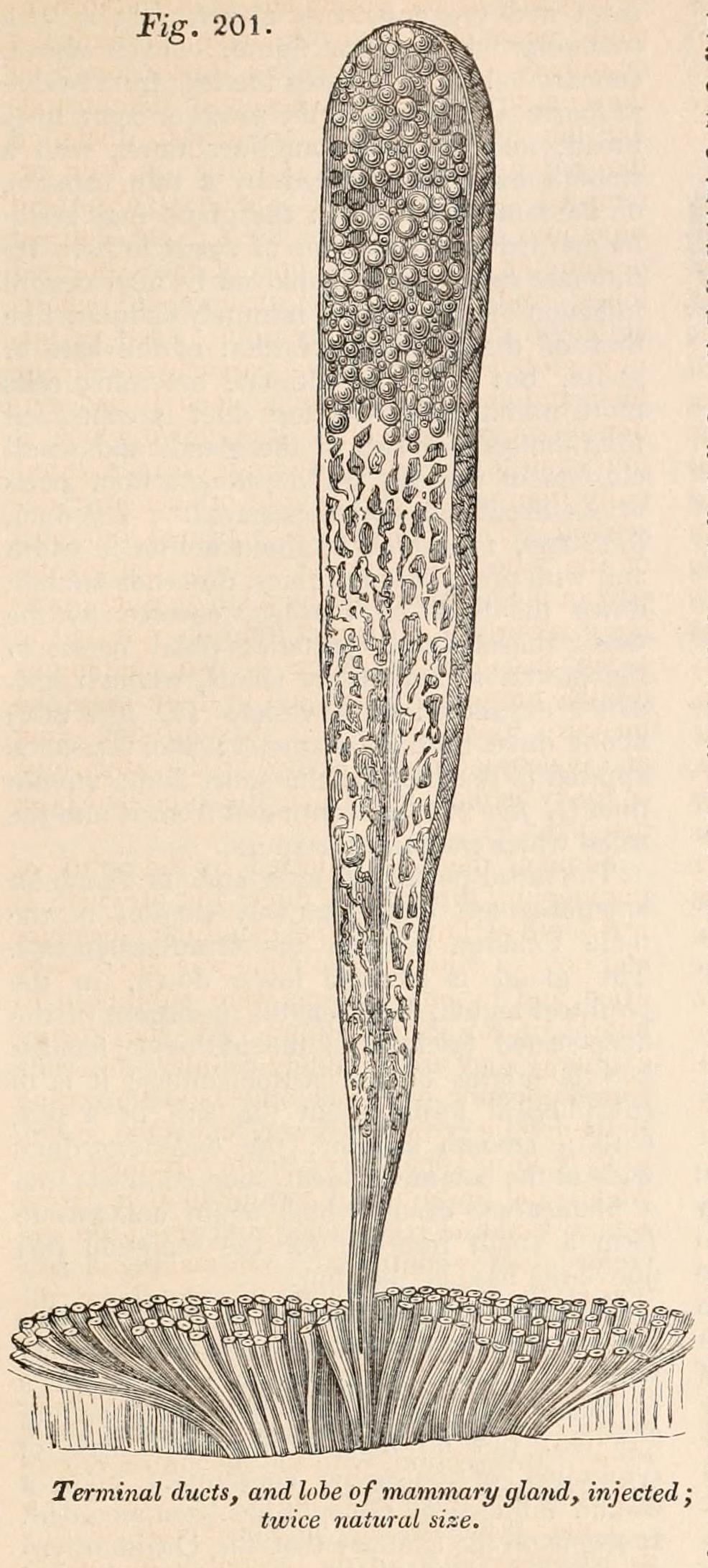
У однопроходных нет сосков, проток дольки молочной железы открывается на молочном поле